# إطار عمل تصوري

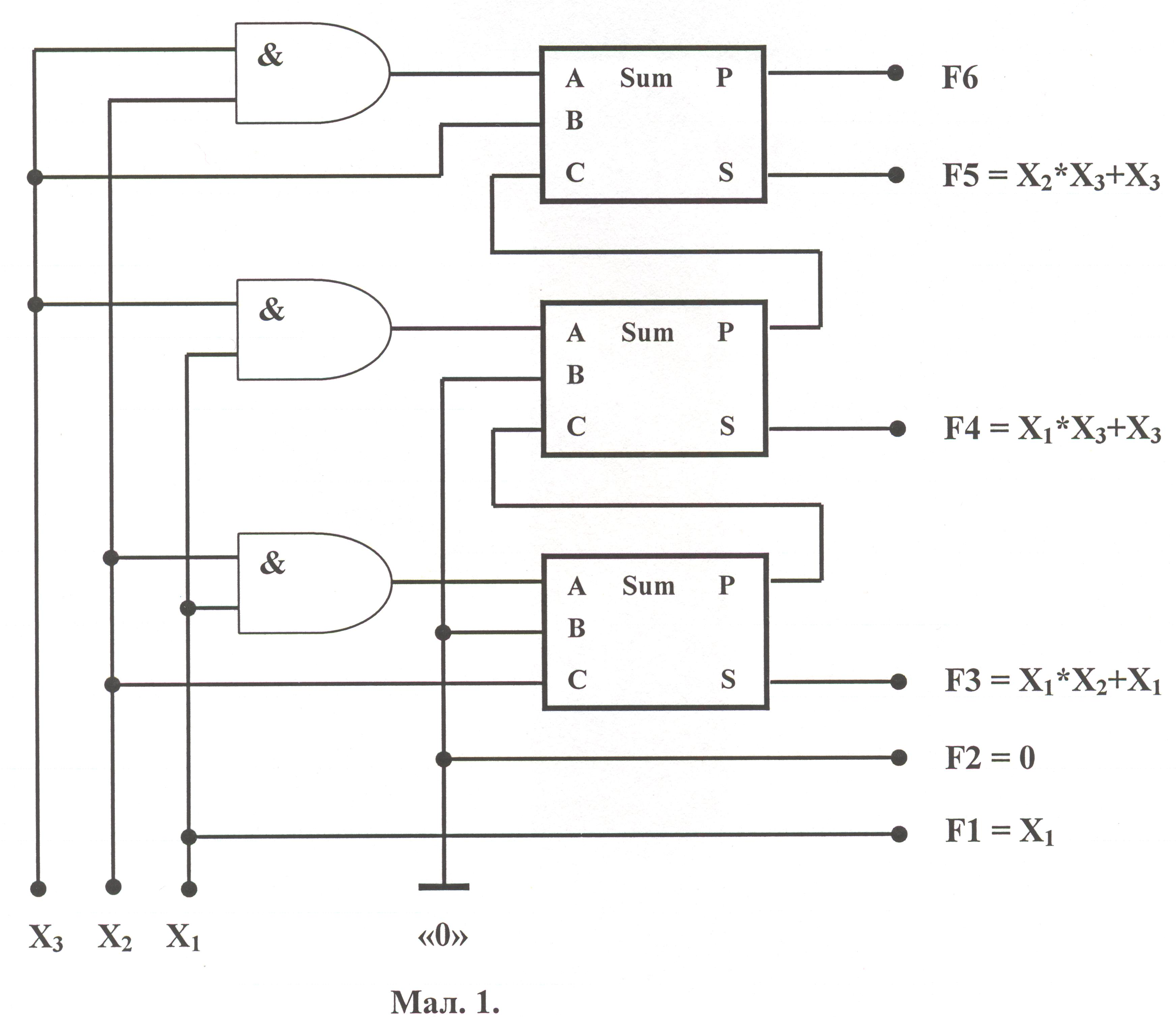
منصة واحدة لجميع احتياجات التعلم الخاصة بك

إطار العمل التصوري يستخدم في البحث لتوضيح مسارات العمل الممكنة أو لتقديم منهجية مفضلة لفكرة ما. على سبيل المثال، استخدم الفيلسوف أشعيا برلين منهجية «القنافذ» مقابل «الثعالب»؛ يقترب «القنفذ» من العالم من مبدأ تنظيمي واحد؛ أما «الثعلب» فيتبع أهدافًا متعارضة متعددة في نفس الوقت.
إن إطار العمل التصوري (الإطار النظري) هو نوع من النظرية الوسيطة التي تحاول الاتصال بجميع جوانب التحري (مثل، تعريف المشكلة، والغرض، والاستعراض الأدبي، والمنهجية، وجمع البيانات وتحليلها). ومن الممكن أن يعمل إطار العمل التصوري كخريطة تمنح الترابط مع التحري التجريبي. ولأن إطار العمل التصوري قد يكون قريبًا جدًا من التحري التجريبي، فقد اتخذ أشكالاً تعتمد على الاستفسار البحثي أو المشكلة.
تم تحديد عدة أنواع من أطر العمل التصورية، مثل
- فرضية العمل
- فئات وصفية
- أنواع مثالية عملية
- نماذج بحوث العمليات
- فرضية رسمية

تم ربط هذه الأنواع بأغراض بحثية معينة مثل:
- الاستكشاف أو البحث الاستكشافي
- الوصف أو البحث الوصفي
- القياس
- صنع القرار
- الشرح
- التنبؤ

يدعي الأنصار أنه عندما يجتمع الغرض وإطار العمل، تصبح الجوانب الأخرى للبحث التجريبي مثل الخيارات المنهجية والتقنيات الإحصائية أبسط في التعرف عليها.
لقد تم استخدام إطار العمل أيضًا في تفسير نظرية الصراع والتوازن الضروري للوصول إلى ما يبلغك القرار. وضمن إطارات الصراع هذه، تعمل المتغيرات المرئية وغير المرئية طبقًا لمفاهيم الصلة. وتتشكل الحدود، ويتم تخفيف التوترات التي تتعلق بالقوانين والفوضى (أو الحرية) ضمن هذه الحدود. فهذه الإطارات تعمل عادةً كخلايا مع الإطارات الفرعية، والثبات والتطور والثورة. وقد تظهر انحرافات بدون وجود «عدسات» أو «مرشحات» لرؤيتها، وقد تصبح مرئية فقط عندما تتواجد الأدوات اللازمة لتعريفها.

## كتابات أخرى
- Kaplan, Abraham. (1964). The Conduct of Inquiry: Methodology for Behavioral Science. Scranton, PA: Chandler Publishing Co.
- Botha, M.E. (1989), "Theory Development in Perspective: The Role of Conceptual Frameworks and Models in Theory Development", Journal of Advanced Nursing 14(1), 49–55.
- Dewey, John. (1938). Logic: The Theory of Inquiry. New York: Hold Rinehart and Winston.